# N124 (België)
De N124 is een gewestweg in de Belgische provincie Antwerpen en verbindt Turnhout met de N14 in Hoogstraten. De totale lengte van de N124 bedraagt ongeveer 15 kilometer.

## Plaatsen langs de N124
- Turnhout
- Merksplas
- Wortel
- Hoogstraten